# Vadakkumthala
Vadakkumthala es una ciudad censal situada en el distrito de Kollam en el estado de Kerala (India). Su población es de 20993 habitantes (2011). Se encuentra a 20 km de Kollam y a 83 km de Trivandrum.

## Demografía
Según el censo de 2011 la población de Vadakkumthala era de 20993 habitantes, de los cuales 10002 eran hombres y 10991 eran mujeres. Vadakkumthala tiene una tasa media de alfabetización del 93,66%, inferior a la media estatal del 94%: la alfabetización masculina es del 96,24%, y la alfabetización femenina del 91,35%.